# Растеде
Растеде (њем. Rastede) општина је у њемачкој савезној држави Доња Саксонија. Једно је од 6 општинских средишта округа Амерланд. Према процјени из 2010. у општини је живјело 20.716 становника. Посједује регионалну шифру (AGS) 3451005, NUTS (DE946) и LOCODE (DE RAE) код.

## Географски и демографски подаци
Растеде се налази у савезној држави Доња Саксонија у округу Амерланд. Општина се налази на надморској висини од 10 метара. Површина општине износи 123,0 km². У самом мјесту је, према процјени из 2010. године, живјело 20.716 становника. Просјечна густина становништва износи 168 становника/km².